# Ksiądz Paradoks. Biografia Jana Twardowskiego
Ksiądz Paradoks. Biografia Jana Twardowskiego – biografia księdza Jana Twardowskiego autorstwa Magdaleny Grzebałkowskiej wydana 16 września 2011 w Krakowie przez Społeczny Instytut Wydawniczy „Znak”.
Książka spotkała się z pozytywnymi recenzjami. Grzebałkowskiej udało się odtworzyć sporą część życia Twardowskiego, mimo że sam bohater biografii świadomie nie pozostawił po sobie zbyt dużo źródeł, zaś osoby go znające odmawiały udzielania Grzebałkowskiej wywiadów. Autorka nie pomijała tematów trudnych, pokazujących bohatera biogramu w różnorakim świetle – relacji z kobietami, kontaktów z oficerami Służby Bezpieczeństwa, noszenia peruki.
| Polityka | [ 5 ] |